# Gō Nagai
Kiyoshi Nagai (永井 潔 Nagai Kiyoshi?,  Wajima, Prefectura de Ishikawa, 6 de septiembre de 1945), conocido por su nombre artístico de Gō Nagai (永井 豪 Nagai Gō?), es un mangaka y prolífico autor de ciencia ficción, fantasía, terror y erotismo japonés, reconocido como un innovador del género de manga. Hizo su debut profesional en 1967 con Meakashi Polikichi, pero sería más conocido por crear Cutey Honey, Devilman y Mazinger Z. También fue pionero en el género ecchi con Harenchi Gakuen. Se le atribuye la creación del género Super Robot y el diseño de los primeros mecha pilotados por un usuario desde una cabina con Mazinger Z. En 2005, se convirtió en profesor de diseño de personajes en la Universidad de Arte de Osaka. Desde 2009, también es miembro del comité de nominación del Premio Cultural Tezuka Osamu. En España, también se han publicado algunas de sus obras.

## Biografía
La decisión de convertirse en mangaka le vino a la cabeza cuando su hermano le prestó el manga de Lost World de Osamu Tezuka y La Princesa Caballero)- A los 25 años, tras una grave enfermedad, creó Kuro no Shishi (黒の獅士, El león negro).
En 1962, Go Nagai estableció Dynamic Productions, una compañía para desarrollar sus proyectos de manga y anime. Los primeros títulos de esta nueva empresa fueron Getter Robo y Abashiri Ikka ('La familia Abashiri').
En 1968, mientras que Shueisha estaba preparando el lanzamiento de su primera publicación manga, Shonen Jump, para competir con Shonen Magazine de Kodansha, entre otras... Nagai fue invitado a ser uno de los primeros artistas de manga que publicarán en dicha revista. Aquí obtuvo su primera serie de larga duración que fue todo un éxito.
Esta serie se llamó Harenchi Gakuen (ハレンチ学園, La escuela indecente, 1968-1972, revista Shōnen Jump) y aquí Nagai fue el primero en introducir el erotismo en el manga moderno. Su obra entraría en la polémica ya que Go Nagai se convertiría en el primer mangaka que introduciría el erotismo en historias infantiles, arremetiendo contra tabúes sobre el hablar de sexo abiertamente. La violencia y humor grosero también fueron reprobados por muchos rincones de la sociedad japonesa. La serie concluyó dramáticamente.
Tras Harenchi Gakuen, Nagai creó la serie que lo llevaría a la fama mundial. Mazinger Z (マジンガーZ, Majinga Z), que después continuaría con las secuelas Great Mazinger y UFO Robo Grendizer, en las que desarrolló el concepto de robot (mecha) gigante pilotado desde una cabina. Más tarde introduciría el concepto de robot tranformable con Groizer X y Getter Robo. Estas ideas resultaron sorprendentemente productivas en muchos programas de televisión posteriores. El reconocimiento mundial llegaría tras la trasmisión del anime de la historieta el 3 de diciembre de 1972 por el canal de televisión Fuji TV.

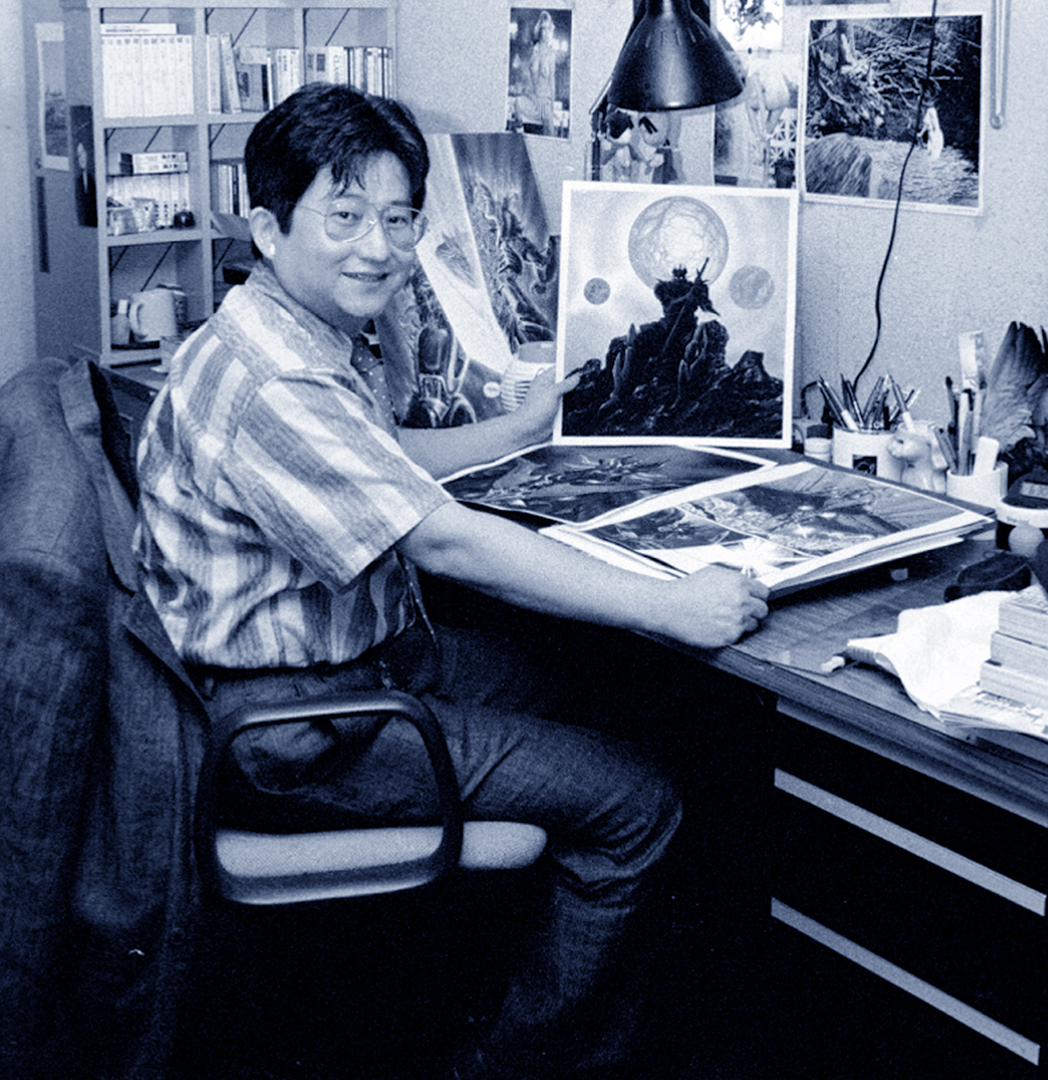
Go Nagai en su estudio, Tokio, Japón, 1987.

Al tiempo que Mazinger, creó una de sus series más populares, Debiruman (デビルマン, Devilman u Hombre diablo), sobre un antihéroe que combate contra impresionantes hordas de demonios. Debiruman aún es una serie de culto en Japón. Devilman está inspirado en mao dante (demon lord dante) el primer manga de Go Nagai sobre demonios. Más tarde tuvo su anime de 13 episodios.
A pesar de las críticas, Go Nagai siguió desarrollando mangas de corte erótico como Kekko Kamen en 1974, historia que cuenta las aventuras de una justiciera que combate el crimen con una máscara roja, bufanda, capa, guantes y botas, pero nada más.
La mente creadora de Go Nagai no tenía cuando parar y crea Cutie Honey y cambia por completo el género del manga con Magical Girl (anime que narra las aventuras de chicas con poderes mágicos), añadiéndole una personalidad más fuerte al personaje femenino, ya que luchaba contra la injusticia sin la ayuda de un personaje masculino y, claro, añadiéndole el correspondiente toque de erotismo.
Nagai ha trabajado con Shōtarō Ishinomori y Ken Ishikawa. Actualmente está produciendo más manga que nunca. Muchas de sus series manga tienen versiones anime.
Nagai se ha superado mucho en el aspecto del contenido erótico en sus mangas, empezando a dibujar escenas de bondage en sus mangas primerizos (como en Cutey Honey y Kekko Kamen), llegando a dibujar escenas de sexo oral y escenas de sexo en general como en Hanappe Bazooka y Kamasutra (también ha hecho mucha percusión en el hecho de hermafroditas y chistes de origen sexual o flatulento). Cabe aclarar que el autor siempre se ha "autocensurado" en las partes genitales tanto de personajes femeninos como masculinos.
Luego de publicar obras como Cutey Honey y Kekko Kamen (en esta incluía temas como humillación sexual, violencia y mutilación, desnudos por doquier, personajes ambiguos, etc.) muchos autores de esa generación (mediados de los 60s y los 70s) siguieron con esta línea de incluir erotismo en sus mangas, cada vez más explícito, hasta llegar a la actualidad. Ejemplo puede ser el propio Masakazu Katsura, que en entrevistas confiesa que eligió el Shonen Jump para mostrar sus obras ya que lo consideraba un exponente de erotismo.
Go Nagai es uno de los autores de manga más influyentes del mundo y para los fanes de este género está a la altura de Stan Lee o Jack Kirby de Marvel Comics. Actualmente no tiene descanso y está serializando el manga Shin Mazinger Zero vs Ankoku Daishougun y preparando un nuevo manga llamado Devilman Saga, que tiene como fecha de estreno el 25 de diciembre de este año por la revista Big Comic.
Para ver un listado actualizado de los artículos relacionados con este autor consulte la categoría de Gō Nagai.

## Otros trabajos
Go Nagai aparte de producir sus propios proyectos, ha participado en algunas películas en calidad de actor, cabe destacar su participación en la comedia de 1989 The Toxic Avenger PartII (el Vengador Tóxico II) donde hacia un pequeño papel interpretando a un experto en Tsukudani.
Es digno de mencionarse también su colaboración en el filme Metrópolis de Osamu Tezuka donde presta su voz en un cameo.
También ha participado con cameos en un par de películas japonesas de consumo interno japonés, en Kekkô Kamen (2004) y en Cutey Honey: The Live (2004) esta última una adaptación de Cutey Honey.

## Obras (lista parcial)
Junto a Osamu Tezuka y Shotaro Ishinomori, Nagai es uno de los artistas más prolíficos en la historia del manga, y del cómic en general.
| Año(s)    | Título                                           | Nroº. de volúmenes | Género                                    | Nota                                                                           |
| --------- | ------------------------------------------------ | ------------------ | ----------------------------------------- | ------------------------------------------------------------------------------ |
| 1967-1968 | Chibikko Kaiju Yadamon                           | 1                  | Comedia, Infantil                         |                                                                                |
| 1968-1972 | Harenchi Gakuen                                  | 13                 | Comedia, Ecchi                            |                                                                                |
| 1969-1973 | The Abashiri Family                              | 15                 | Comedia, Acción, Ecchi                    |                                                                                |
| 1971      | Oni: 2889-nen no Hanran                          | 1                  | Sobrenatural, Seinen                      |                                                                                |
| 1971      | Mao Dante                                        | 3                  | Terror, Sobrenatural, Ciencia Ficción     |                                                                                |
| 1972-1973 | Mazinger Z                                       | 5                  | Mecha                                     |                                                                                |
| 1972-1973 | Devilman                                         | 5                  | Acción, Demonios, Terror, Ciencia Ficción |                                                                                |
| 1973-1974 | Cutie Honey                                      | 2                  | Comedia, Acción, Ecchi, Ciencia Ficción   |                                                                                |
| 1973-1974 | Dororon Enma-kun                                 | 3                  | Comedia, Ecchi, Sobrenatural              |                                                                                |
| 1973-1974 | Violence Jack                                    | 7                  | Terror, Acción                            |                                                                                |
| 1974-1976 | Oira Sukeban                                     | 7                  | Comedia, Ecchi                            |                                                                                |
| 1974      | Bakuratsu Kyoushitsu                             | 1                  | Comedia, Acción, Ecchi                    |                                                                                |
| 1974-1975 | Great Mazinger                                   | 4                  | Mecha, Ciencia Ficción                    |                                                                                |
| 1974-1975 | Getter Robo                                      | 2                  | Mecha                                     | Colaboración con Ken Ishikawa.                                                 |
| 1974-1978 | Kekkou Kamen                                     | 5                  | Comedia, Ecchi, Acción                    |                                                                                |
| 1975-1976 | UFO Robo Grendizer                               | 1                  | Mecha                                     |                                                                                |
| 1975-1976 | Koutetsu Jeeg                                    | 2                  | Mecha                                     | Colaboración con Akira Oze.                                                    |
| 1975      | Iyahaya Nantomo                                  | 5                  | Comedia, Slice of Life, Ecchi             |                                                                                |
| 1975      | Getter Robo G                                    | 3                  | Mecha                                     | Colaboración con Ken Ishikawa.                                                 |
| 1976-1978 | Shuten Doji                                      | 9                  | Acción, Demonios, Sobrenatural            |                                                                                |
| 1977-1978 | Violence Jack II                                 | 7                  | Terror, Acción                            |                                                                                |
| 1978      | Wakabaka-sama                                    | 2                  | Comedia                                   |                                                                                |
| 1978      | Astekaizer                                       | 1                  | Acción, Artes Marciales, Deportes         | Colaboración con Ken Ishikawa.                                                 |
| 1978      | Space Opera Chugaku                              | 4                  | Comedia, Aventura, Ecchi                  |                                                                                |
| 1978-1979 | Black Lion                                       | 4                  | Samurai, Aventura, Histórico              |                                                                                |
| 1979-1981 | Susanoou                                         | 9                  | Acción, Sobrenatural, Drama               |                                                                                |
| 1979-1981 | Shin Devilman                                    | 1                  | Acción, Demonios, Terror                  |                                                                                |
| 1979-1982 | Hanappe Bazooka                                  | 10                 | Comedia, Ecchi, Fantasía, Romance         |                                                                                |
| 1980-1982 | Maboroshi Panty                                  | 3                  | Comedia, Ecchi                            |                                                                                |
| 1981      | Cinderella Knight                                | 2                  | Shojo                                     |                                                                                |
| 1983      | Tetsu no Shojo Jun                               | 1                  | Comedia, Ecchi                            |                                                                                |
| 1983-1984 | Barabanba                                        | 2                  | Comedia, Ecchi, Fantasía                  |                                                                                |
| 1983-1990 | Violence Jack III                                | 31                 | Terror, Acción                            |                                                                                |
| 1984      | God Mazinger                                     | 4                  | Mecha                                     |                                                                                |
| 1987      | Barabanba 2                                      | 2                  | Comedia, Ecchi, Fantasía                  |                                                                                |
| 1988-1989 | Fullmetal Lady                                   | 1                  | Acción, Ecchi, Ciencia Ficción            |                                                                                |
| 1989-1990 | Juushin Liger                                    | 2                  | Acción, Mecha                             |                                                                                |
| 1990      | Kamasutra                                        | 4                  | Comedia, Histórico, Hentai                |                                                                                |
| 1990-1992 | Mazin Saga                                       | 6                  | Mecha                                     |                                                                                |
| 1991-1992 | Mist Story                                       | 1                  | Misterio, Terror                          |                                                                                |
| 1992-1993 | Cutie Honey '90                                  | 1                  | Acción, Ecchi, Ciencia Ficción            |                                                                                |
| 1993      | Violence Jack Mao Korin Hen                      | 1                  | Acción, Sobrenatural                      |                                                                                |
| 1994-1995 | The Divine Comedy                                | 3                  | Histórico, Misterio, Sobrenatural         | Basado en el clásico de Dante Alighieri.                                       |
| 1995      | Dokuro no Yakata                                 | 1                  | Terror, Sobrenatural                      | Recopilación de historias cortas de terror publicadas entre 1977 y 1993.       |
| 1996-1999 | Shin Getter Robo                                 | 2                  | Mecha                                     | Colaboración con Ken Ishikawa                                                  |
| 1996-1997 | Lovely Angel                                     | 5                  | Comedia, Romance                          |                                                                                |
| 1997-2000 | Devilman Lady                                    | 17                 | Acción, Terror, Ciencia Ficción, Ecchi    |                                                                                |
| 1998-2000 | Z Mazinger                                       | 5                  | Mecha                                     |                                                                                |
| 1999-2004 | Amon: The Darkside of Devilman                   | 6                  | Acción, Demonios, Sobrenatural            | Colaboración con Yuu Kinutani.                                                 |
| 1999-2000 | Neo Devilman                                     | 3                  | Acción, Demonios, Sobrenatural            | Antología con historias cortas de varios artistas, incluyendo al propio Nagai. |
| 2000      | Dororon Enbi-chan                                | 1                  | Comedia, Ecchi, Fantasía                  |                                                                                |
| 2001-2003 | Cutie Honey: the Legend of an Angel              | 9                  | Acción, Aventura, Ecchi                   |                                                                                |
| 2001      | Violence Jack: Demons in a War-Torn Land         | 1                  | Acción                                    |                                                                                |
| 2001-2002 | Teito Onna Kisha Den - Sharaku                   | 1                  | Histórico                                 |                                                                                |
| 2002      | Super Robot Retsuden                             | 1                  | Mecha                                     | Colaboración con Ken Ishikawa.                                                 |
| 2002      | Getter Robo Āḥ                                   | 3                  | Mecha                                     | Colaboración con Ken Ishikawa.                                                 |
| 2002-2005 | Goumaden Shuten Doji                             | 7                  | Acción, Sobrenatural                      | Colaboración con Masato Natsumoto.                                             |
| 2003      | Mazinkaiser                                      | 1                  | Mecha                                     | Colaboración con Naoto Tsushima.                                               |
| 2002-2003 | Mao Dante                                        | 4                  | Terror                                    |                                                                                |
| 2003-2004 | Harenchi Golfer Juubee                           | 1                  | Deportes, Comedia, Ecchi                  |                                                                                |
| 2003-2005 | Cutie Honey a Go Go!                             | 1                  | Acción, Ecchi                             | Colaboración con Shinpei Ito.                                                  |
| 2004-2005 | Tenkuu no Inu                                    | 4                  | Misterio, Sobrenatural, Acción            |                                                                                |
| 2004-2005 | Majinou Gallon                                   | 2                  | Acción, Ciencia Ficción                   |                                                                                |
| 2004-2006 | Mazinger Angels                                  | 4                  | Mecha, Acción                             | Colaboración con Akihiko Nina.                                                 |
| 2005-2008 | Shin Violence Jack                               | 2                  | Acción, Terror                            |                                                                                |
| 2006      | Demon Prince Enma                                | 1                  | Sobrenatural, Terror, Ecchi               |                                                                                |
| 2005      | Black Jack Alive                                 | 2                  | Drama, Seinen                             | Antología de varios artistas en homenaje a Osamu Tezuka.                       |
| 2005      | The Apocalypse of Devilman - Strange Days        | 1                  | Demonios, Seinen                          | Colaboración con Yuu Kinutani.                                                 |
| 2007-2009 | Satanikus Enma Kerberos                          | 4                  | Ecchi, Terror                             | Colaboración con Eiji Toriyama.                                                |
| 2007-2008 | Harenchi Gakuen - The Company                    | 3                  | Comedia, Ecchi                            | Colaboración con Teruto Aruga.                                                 |
| 2007-2008 | Mazinger Angel Z                                 | 2                  | Mecha, Acción                             | Colaboración con Akihiko Nina.                                                 |
| 2007-2008 | Getter Robo Hien: The Earth Suicide              | 3                  | Mecha                                     | Colaboración con Ken Ishikawa.                                                 |
| 2008      | Getter Robo Anthology: Will of Evolution         | 1                  | Mecha                                     | Colaboración con varios artistas.                                              |
| 2008      | Gisho Getter Robot Dash                          | 1                  | Mecha                                     | Colaboración con Ken Ishikawa y Hideaki Nishikawa.                             |
| 2009      | Shin Mazinger: Shougeki! H-hen                   | 1                  | Mecha, Comedia, Ecchi                     |                                                                                |
| 2010      | Devilman vs. Getter Robo                         | 1                  | Acción, Ciencia Ficción                   |                                                                                |
| 2010      | Mugen Utamaro                                    | 1                  | Histórico, Sobrenatural                   |                                                                                |
| 2010-2012 | Gekiman!                                         | 6                  | Autobiográfico, Slice of Life             |                                                                                |
| 2011      | Demon Lord Dante vs. Getter Robo G               | 1                  | Mecha, Acción, Terror                     |                                                                                |
| 2010-2011 | Mazinkaiser SKL Versus                           | 3                  | Mecha                                     | Colaboración con Kasumi Hoshi.                                                 |
| 2009-2012 | Shin Mazinger Zero                               | 9                  | Mecha, Acción, Aventura                   | Colaboración con Yoshiaki Tabata.                                              |
| 2009-2010 | Mazinger Otome                                   | 1                  | Mecha, Comedia, Ecchi                     | Colaboración con Mikio Tachibana.                                              |
| 2010-2011 | Shururun Yukiko Hime-chan feat. Dororon Enma-kun | 1                  | Comedia, Ecchi, Sobrenatural              | Colaboración con Sae Amatsu.                                                   |
| 2011      | Mazinger Otome Taisen                            | 1                  | Mecha, Comedia, Ecchi                     | Colaboración con Mikio Tachibana.                                              |
| 2012-2013 | Devilman G                                       | 5                  | Acción, Demonios, Terror                  | Colaboración con Rui Takato.                                                   |
| 2012-2013 | Silene-chan                                      | 1                  | Seinen                                    |                                                                                |
| 2012-2014 | Devilman vs. Hades                               | 3                  | Acción, Terror, Sobrenatural              | Colaboración con Team Moon.                                                    |
| 2012      | Honey VS.                                        | 1                  | Comedia, Acción, Ecchi                    | Colaboración con Masaki Segawa                                                 |
| 2012-2014 | Dororo to Enma-kun                               | 2                  | Aventura, Acción, Sobrenatural            |                                                                                |
| 2013      | Cutie Honey vs. Devilman Lady                    | 1                  | Acción, Demonios, Ecchi                   |                                                                                |
| 2013-2014 | Robot Girls Z                                    | 1                  | Acción, Comedia, Mecha                    | Colaboración con Roushi Akou.                                                  |
| 2014-2015 | Grendizer Giga                                   | 2                  | Mecha                                     |                                                                                |
| 2014-2020 | Devilman Saga                                    | 13                 | Mecha, Terror, Acción, Ciencia Ficción    |                                                                                |
| 2012-2015 | Shin Mazinger Zero vs Ankoku Daishougun          | 8                  | Mecha, Acción, Ciencia Ficción            | Colaboración con Yuuki Yugo.                                                   |

## Adaptaciones de la obra de Nagai
Sus obras han sido adaptadas a numerosos otros formatos, incluyendo televisión, cine, radionovelas, literatura y videojuegos.
| Año(s) | Título                                                      | Producción            | Nota |
| ------ | ----------------------------------------------------------- | --------------------- | ---- |
| 1972   | Devilman                                                    | Serie de TV animada   |      |
| 1972   | Mazinger Z                                                  | Serie de TV animada   |      |
| 1973   | Mazinger Z tai Devilman                                     | Película animada      |      |
| 1973   | Dororon Enma-kun                                            | Serie de TV animada   |      |
| 1973   | Cutie Honey                                                 | Serie de TV animada   |      |
| 1974   | Getter Robo                                                 | Serie de TV animada   |      |
| 1974   | Mazinger Z tai Ankoku Daishougun                            | Película animada      |      |
| 1974   | Great Mazinger                                              | Serie de TV animada   |      |
| 1975   | Great Mazinger tai Getter Robo                              | Película animada      |      |
| 1975   | Getter Robo G                                               | Serie de TV animada   |      |
| 1975   | Great Mazinger vs. Getter Robo G: Kuchu Daigekitotsu        | Película animada      |      |
| 1975   | Uchuu Enban Daisensou                                       | Película animada      |      |
| 1975   | Koutetsu Jeeg                                               | Serie de TV animada   |      |
| 1975   | UFO Robot Grendizer                                         | Serie de TV animada   |      |
| 1976   | UFO Robot Grendizer tai Great Mazinger                      | Película animada      |      |
| 1976   | Daikyu Maryu Gaiking                                        | Serie de TV animada   |      |
| 1976   | Groizer X                                                   | Serie de TV animada   |      |
| 1976   | Grendizer, Getter Robo G, Great Mazinger: Kessen! Daikaijuu | Película animada      |      |
| 1978   | Majokko Tickle                                              | Serie de TV animada   |      |
| 1980   | X-Bomber                                                    | Serie de TV tokusatsu |      |
| 1983   | Psycho Armor Govarian                                       | Serie de TV animada   |      |
| 1984   | God Mazinger                                                | Serie de TV animada   |      |
| 1985   | Chounouryoku Shōjo Barabanba                                | OVA                   |      |
| 1985   | Dream Dimension Hunter Fandora                              | OVA                   |      |
| 1986   | Violence Jack: Harem Bomber                                 | OVA                   |      |
| 1987   | Devilman: The Birth                                         | OVA                   |      |
| 1988   | Violence Jack: Evil Town                                    | OVA                   |      |
| 1989   | Jushin Liger                                                | Serie de TV animada   |      |
| 1989   | Shutendoji                                                  | OVA                   |      |
| 1990   | Devilman: The Demon Bird                                    | OVA                   |      |
| 1990   | Violence Jack: Hell's Wind Hen                              | OVA                   |      |
| 1991   | Getter Robo Go                                              | Serie de TV animada   |      |
| 1991   | CB Chara Nagai Go World                                     | OVA                   |      |
| 1991   | Abashiri Family                                             | OVA                   |      |
| 1991   | Kekko Kamen                                                 | OVA                   |      |
| 1992   | Kyukioku no Sex Adventure Kamasutra                         | OVA                   |      |
| 1992   | Iron Virgin Jun                                             | OVA                   |      |
| 1992   | Oira Sukeban                                                | OVA                   |      |
| 1992   | Hanappe Bazooka                                             | OVA                   |      |
| 1992   | Black Lion                                                  | OVA                   |      |
| 1994   | New Cutey Honey                                             | OVA                   |      |
| 1996   | Heisei Harenchi Gakuen                                      | OVA                   |      |
| 1996   | Harenchi Koumon Manyuuki                                    | OVA                   |      |
| 1997   | Cute Honey Flash                                            | Serie de TV animada   |      |
| 1998   | Cutie Honey Flash: The Final Chapter                        | Película animada      |      |
| 1998   | Shin Getter Robo: Sekai Saigo no Hi                         | OVA                   |      |
| 1998   | Devilman Lady                                               | Serie de TV animada   |      |
| 2000   | Amon: The Apocalypse of Devilman                            | OVA                   |      |
| 2000   | Shin Getter Robot tai Neo Getter Robot                      | OVA                   |      |
| 2001   | Mazinkaiser                                                 | OVA                   |      |
| 2002   | Demon Lord Dante                                            | Serie de TV animada   |      |
| 2003   | Mazinkaiser: Death! The Great General of Darkness           | OVA                   |      |
| 2004   | New Getter Robo                                             | OVA                   |      |
| 2004   | Re: Cutie Honey                                             | OVA                   |      |
| 2005   | Gaiking Legend of Daiku-Maryu                               | Serie de TV animada   |      |
| 2006   | Demon Prince Enma                                           | OVA                   |      |
| 2007   | Koutetsushin Jeeg                                           | Serie de TV animada   |      |
| 2009   | Shin Mazinger Shougeki! Z Hen                               | Serie de TV animada   |      |
| 2010   | Mazinkaizer SKL                                             | OVA                   |      |
| 2011   | Dororon Enma-kun Meeramera                                  | Serie de TV animada   |      |
| 2014   | Robot Girls Z                                               | Serie de TV animada   |      |
| 2015   | Cyborg 009 vs. Devilman                                     | OVA                   |      |
| 2018   | DEVILMAN: Crybaby                                           | OVA                   |      |
| 2018   | Mazinger Z Infinity                                         | Película animada      |      |
| 2018   | Cutie honey universe                                        | Serie de TV animada   |      |
| 2021   | Getter Robo Arc                                             | Serie de TV animada   |      |
| 2024   | Grendizer U                                                 | Serie de TV animada   |      |